# Peregrinaggio di tre giovani figliuoli del re di Serendippo
Peregrinaggio di tre giovani figliuoli del re di Serendippo è un libro scritto da Cristoforo Armeno e pubblicato nel 1557 dall'editore veneziano Michele Tramezzino. Il testo, traduzione dell'opera persiana Hasht-Bihisht di Amir Krosrow, racconta le avventure dei tre figli di Giaffèr, re di Serendippo (l'attuale Sri Lanka) che fanno da cornice a una serie di novelle raccontate al re persiano Beramo.
L'opera ebbe molte traduzioni nelle varie lingue europee; la più importante è quella in francese di Louis de Mailly del 1719, che a sua volta venne tradotta in inglese nel 1722; da qui Horace Walpole trasse il concetto di serendipità.